# Cimetière national de Bath
Le cimetière national de Bath est un cimetière national des États-Unis situé dans la ville de Bath, dans le comté de Steuben, New York. Il s'étend sur 28,9 acres (116 954 m2), et à la fin de 2005 contenait 13 048 inhumations.

## Histoire
La zone est à l'origine une partie de la maison des soldats et des marins de l'État de New York, qui est créée en 1877 ; le cimetière est officiellement consacré le 25 décembre 1879. En 1930, il est intégré au système des cimetières nationaux.
En 1987, les archéologues fouillant dans le fort Erie découvrent les restes de 28 soldats américains qui sont morts au moment de la campagne du Niagara au cours de la guerre de 1812. Ils sont inhumés dans le cimetière national de Bath.

## Monuments notables
- Un « monument de la préservation de l'Union » en granit d'une hauteur de 40 pied (12 m) qui est dédié aux soldats de la guerre de Sécession, est érigé en 1892. Son bienfaiteur est Samuel Dietz.
- Le « monument de 1812 » marque la tombe de 28 soldats de la guerre de 1812 qui ont été ré-inhumés dans le cimetière.

## Inhumations notables
- Capitaine William James Aylward, artiste de guerre.
- Caporal George M. Grueb, récipiendaire de la médaille d'honneur pour son action lors de la bataille de Chaffin's Farm.
- Sergent John Kiggins, récipiendaire de la médaille d'honneur pour son action lors de la bataille de Lookout Mountain.
- Soldat George Ladd, récipiendaire de la médaille d'honneur pour son action lors de la bataille de Waynesboro, en Virginie.
- Sergent Charles E. Morse, récipiendaire de la médaille d'honneur pour son action lors de la bataille de la Wilderness.
- Soldat Robert Knox Sneden, des parties des 5 000 pages de ses mémoires et de nombreux dessins de son service lors de la guerre de Sécession ont été publiés dans Eye of the Storm: A Civil War Odyssey.
- Matelot James Roberts, récipiendaire de la médaille d'honneur pour son action lors de la première bataille de fort Fisher.